# David Miller (réalisateur)
Pour les articles homonymes, voir David Miller et Miller.
David Miller est un réalisateur et scénariste américain né le 28 novembre 1909 à Paterson, New Jersey (États-Unis), mort le 14 avril 1992 à Los Angeles (Californie).

## Biographie
Cinéaste quelque peu oublié ou inconsidéré mais dont la carrière n'est pas sans importance. Il convient de citer plusieurs films salués par les critiques de l'époque et plébiscités par des cinéastes tels Bertrand Tavernier : Saturday's Hero en 1951 et Le Masque arraché en 1952 avec Joan Crawford et Jack Palance.
Il fut également le metteur en scène du western crépusculaire Seuls sont les indomptés, où il fut éclipsé par le producteur et acteur principal du film, Kirk Douglas. Ce dernier évoquant souvent le fait d'avoir coréalisé le film, ce qui, selon Bertrand Tavernier, apparaît comme probablement faux, ou très exagéré.
David Miller fut un cinéaste reconnu et apprécié du scénariste Dalton Trumbo. Après avoir écrit Seuls sont les indomptés, Trumbo exigea qu'il fût chargé de la mise en scène d'un autre de ses scénarios, Complot à Dallas, avec Burt Lancaster, en 1973. En outre, pour satisfaire les assurances durant le tournage de Johnny s'en va-t-en guerre, Trumbo désigna Miller comme le réalisateur qui serait chargé de terminer le film en cas de problèmes, témoignant ainsi de l'affection et de la confiance qu'il portait au cinéaste.

## Filmographie

### Cinéma
- 1935 : Trained Hoofs
- 1935 : Crew Racing
- 1936 : Table Tennis
- 1936 : Let's Dance
- 1936 : Hurling
- 1937 : Dexterity
- 1937 : Penny Wisdom
- 1937 : Tennis Tactics
- 1937 : Equestrian Acrobats
- 1938 : Nostradamus
- 1938 : La Savate
- 1938 : It's in the Stars
- 1938 : Fisticuffs
- 1938 : The Great Heart
- 1939 : Ice Antics
- 1939 : Drunk Driving
- 1940 : The Happiest Man on Earth
- 1941 : More About Nostradamus
- 1941 : Billy le Kid le réfractaire (Billy the Kid)
- 1942 : Sunday Punch
- 1942 : Further Prophecies of Nostradamus
- 1942 : Les Tigres volants (Flying Tigers)
- 1946 : Seeds of Destiny (en) (court métrage)
- 1949 : Quand viendra l'aurore (Top o' the Morning)
- 1949 : La Pêche au trésor (Love Happy)
- 1950 : Celle de nulle part (Our Very Own)
- 1951 : Saturday's Hero
- 1952 : Le Masque arraché (Sudden fear)
- 1954 : Meurtre sur la Riviera (Beautiful stangers)
- 1956 : Diane de Poitiers (Diane)
- 1956 : The Opposite Sex
- 1957 : Le Scandale Costello (The Story of Esther Costello)
- 1959 : Joyeux anniversaire (Happy Anniversary)
- 1960 : Piège à minuit (Midnight Lace)
- 1961 : Histoire d'un amour (Back street)
- 1962 : Seuls sont les indomptés (Lonely Are the Brave)
- 1963 : Le Combat du capitaine Newman (Captain Newman, M.D.)
- 1968 : Les requins volent bas (Hammerhead)
- 1969 : Hail, Hero!
- 1973 : Complot à Dallas (Executive Action)
- 1976 : Bittersweet Love

### Télévision
- 1979 : The Best Place to Be
- 1979 : Love for Rent
- 1979 : Goldie and the Boxer
- 1981 : Goldie and the Boxer Go to Hollywood